# موسکیت کریک (آریزونا)
موسکیت کریک (به انگلیسی: Mesquite Creek) یک منطقهٔ مسکونی در ایالات متحده آمریکا است که در شهرستان موهاوی، آریزونا واقع شده‌است. موسکیت کریک ۲٫۶۳ کیلومتر مربع مساحت و ۴۳۹٬۰۴۱ نفر جمعیت دارد و ۵۴۹ متر بالاتر از سطح دریا قرار دارد.